# John Madden (hockey sur glace)
Pour les articles homonymes, voir John Madden et Madden.
John Madden (né le 4 mai 1973 à Barrie ville de l'Ontario au Canada) est un joueur de hockey sur glace professionnel.

## Carrière en club
Il commence sa carrière en jouant dans diverses ligues mineures junior avant de rejoindre en 1991, l'équipe B des Colts de Barrie. Lors de sa seconde saison dans le circuit mineur, il réalise un record pour les Colts avec 75 aides et 124 points.
Il ne jouera jamais dans le hockey junior majeur ; il se présente au repêchage d'entrée dans la LNH 1993. 286 joueurs sont choisis par les franchises de la LNH, mais Madden ne fait pas partie des heureux élus. Il rejoint alors l'Université du Michigan et les Michigan Wolverines dans la Central Collegiate Hockey Association, division du championnat universitaire (NCAA). En 1995-96, il gagne le championnat avec son équipe, en compagnie de joueurs comme Brendan Morrison, Mike Knuble, Blake Sloan, Marty Turco ou encore Steve Shields. Au bout de quatre saisons dans le circuit universitaire, il détient le record pour le nombre de buts inscrits en infériorité numérique avec 23 buts.
La présence de Morrison dans son équipe va changer le destin de Madden. En effet, Morrison est un joueur qui a été choisi au repêchage de 1993 par les Devils du New Jersey et c'est grâce à lui que Lou Lamoriello, directeur général, pose les yeux sur Madden. Le 26 juin 1997, les deux hommes signent un contrat et Madden rejoint l'organisation des Devils.
Madden passe alors ses deux premières saisons dans la Ligue américaine de hockey avec les River Rats d'Albany. Il joue tout de même quatre matchs dans la saison 1998-1999 de la LNH avec sa première aide comptabilisée le 18 janvier contre les Blues de Saint-Louis. Lors des deux saisons passées avec les River Rats, il devient le meilleur passeur et pointeur de l'équipe sur une saison avec 60 aides et 98 points.
En 1999, il gagne sa place de titulaire au sein de l'effectif des Devils, place qu'il occupe toujours en 2007. Le 9 octobre 2000 lors d'une victoire 9 à 0 contre les Penguins de Pittsburgh, Randy McKay et lui inscrivent chacun quatre buts. C'est la première fois depuis 1922 qu'une telle performance est réalisée ; leurs illustres prédécesseurs étaient Odie et Sprague Cleghorn des Canadiens de Montréal
À la fin de la saison, Madden gagne sa première Coupe Stanley. La seconde suit à la fin de la saison 2002-2003 de la LNH. Souvent associé à Jay Pandolfo sur l'aile, Madden inscrit le 1er avril 2006 son 100e but dans la LNH contre les Flyers de Philadelphie.
Le 1er juillet 2009, il signe une entente d'une saison avec les Blackhawks de Chicago, d'une valeur de 2,75M$.Durant cette même saison il gagne pour la troisième fois la Coupe Stanley.
Le 6 août 2010, il signe une entente d'une saison avec le Wild du Minnesota.
Le 4 septembre 2012, il devient recruteur amateur pour les Canadiens de Montréal.

### Trophées et honneurs personnels
Il reçoit en 2001, le trophée Frank-J.-Selke de l'attaquant qui contribue le plus au jeu défensif de son équipe.

## Statistiques
| Saison     | Équipe                 | Ligue      |     | Saison régulière | Saison régulière | Saison régulière | Saison régulière | Saison régulière |    | Séries éliminatoires | Séries éliminatoires | Séries éliminatoires | Séries éliminatoires | Séries éliminatoires |
| Saison     | Équipe                 | Ligue      | PJ  | B                | A                | Pts              | Pun              | PJ               | B  | A                    | Pts                  | Pun                  |                      |                      |
| 1993-1994  | Wolverines du Michigan | NCAA       | 36  | 6                | 11               | 17               | 14               | -                | -  | -                    | -                    | -                    |                      |                      |
| 1994-1995  | Wolverines du Michigan | NCAA       | 39  | 21               | 22               | 43               | 8                | -                | -  | -                    | -                    | -                    |                      |                      |
| 1995-1996  | Wolverines du Michigan | NCAA       | 43  | 27               | 30               | 57               | 45               | -                | -  | -                    | -                    | -                    |                      |                      |
| 1996-1997  | Wolverines du Michigan | NCAA       | 42  | 26               | 37               | 63               | 56               | -                | -  | -                    | -                    | -                    |                      |                      |
| 1997-1998  | River Rats d'Albany    | LAH        | 74  | 20               | 36               | 56               | 40               | 13               | 3  | 13                   | 16                   | 14                   |                      |                      |
| 1998-1999  | Devils du New Jersey   | LNH        | 4   | 0                | 1                | 1                | 0                | -                | -  | -                    | -                    | -                    |                      |                      |
| 1998-1999  | River Rats d'Albany    | LAH        | 75  | 38               | 60               | 98               | 44               | 5                | 2  | 2                    | 4                    | 6                    |                      |                      |
| 1999-2000  | Devils du New Jersey   | LNH        | 74  | 16               | 9                | 25               | 6                | 20               | 3  | 4                    | 7                    | 0                    |                      |                      |
| 2000-2001  | Devils du New Jersey   | LNH        | 80  | 23               | 15               | 38               | 12               | 25               | 4  | 3                    | 7                    | 6                    |                      |                      |
| 2001-2002  | Devils du New Jersey   | LNH        | 82  | 15               | 8                | 23               | 25               | 6                | 0  | 0                    | 0                    | 0                    |                      |                      |
| 2002-2003  | Devils du New Jersey   | LNH        | 80  | 19               | 22               | 41               | 26               | 24               | 6  | 10                   | 16                   | 2                    |                      |                      |
| 2003-2004  | Devils du New Jersey   | LNH        | 80  | 12               | 23               | 35               | 22               | 5                | 0  | 0                    | 0                    | 0                    |                      |                      |
| 2004-2005  | HIFK                   | SM-liiga   | 3   | 0                | 0                | 0                | 0                | -                | -  | -                    | -                    | -                    |                      |                      |
| 2005-2006  | Devils du New Jersey   | LNH        | 82  | 16               | 20               | 36               | 36               | 9                | 4  | 1                    | 5                    | 8                    |                      |                      |
| 2006-2007  | Devils du New Jersey   | LNH        | 74  | 12               | 20               | 32               | 14               | 11               | 1  | 1                    | 2                    | 2                    |                      |                      |
| 2007-2008  | Devils du New Jersey   | LNH        | 80  | 20               | 23               | 43               | 26               | 5                | 2  | 1                    | 3                    | 2                    |                      |                      |
| 2008-2009  | Devils du New Jersey   | LNH        | 76  | 7                | 16               | 23               | 26               | 7                | 0  | 1                    | 1                    | 4                    |                      |                      |
| 2009-2010  | Blackhawks de Chicago  | LNH        | 79  | 10               | 13               | 23               | 12               | 22               | 1  | 1                    | 2                    | 2                    |                      |                      |
| 2010-2011  | Wild du Minnesota      | LNH        | 76  | 12               | 13               | 25               | 10               | -                | -  | -                    | -                    | -                    |                      |                      |
| 2011-2012  | Panthers de la Floride | LNH        | 31  | 3                | 0                | 3                | 4                | 7                | 0  | 0                    | 0                    | 0                    |                      |                      |
| Totaux LNH | Totaux LNH             | Totaux LNH | 898 | 165              | 183              | 348              | 219              | 141              | 21 | 22                   | 43                   | 26                   |                      |                      |